# Крістоф Луїтпольд Фроммель
Крістоф Луїтпольд Фроммель (нім. Christoph Luitpold Frommel; 25 вересня 1933, Гайдельберг) — німецький мистецтвознавець та фахівець з архітектури. Почесний директор (лат. Director Emeritus) бібліотеки Герціана в Римі.

## Життєпис
Крістоф Луїтпольд Фроммель народився 25 вересня 1933 у місті Гайдельберг, Німеччина. Син Ґергарда Фроммеля, племінник Вольфганга Фроммеля та брат Мельхіора Фроммеля.
Фроммель вивчав історію мистецтва, класичну археологію та історію в Мюнхенському університеті, де отримав докторський ступінь у 1959 році. Після стипендії та асистентської роботи в бібліотеці Герціана (1959—1967), він габілітувався в 1967 році в Боннському університеті, де потім обіймав посаду професора до 1980 року. Серед його учнів на той час були Вольф Теґетоф, Андреас Тьоннесманн і Елізабет Кієвен.
Працював в Інституту перспективних досліджень у Прінстоні та в Університет Каліфорнії у Берклі. З 1980 року до виходу на пенсію у 2001 році працював директором бібліотеки Герціана в Римі, заступивши Вольфганга Лоца. З 2003 року обіймає посаду професора в університеті Ла Сап'єнца в Римі.
Член Європейської академії наук та образотворчих мистецтв, член-кореспондент Геттінгенської академії наук, а з 1985 року — член-кореспондент Британської академії. З 2020 року він є п'ятим німецьким почесним громадянином Риму.
Фроммель став відомим у професійному світі своєю роботою «Римський палац епохи Високого Відродження» (нім. Der römische Palastbau der Hochrenaissance). Його основні теми включають італійське Відродження як вершину постантичної культури та місто Рим як центр історії італійської архітектури.

## Сім'я
Перший шлюб був із художницею та перекладачкою Джоке Гаверкорн ван Рейсвейк (нім. Joke Haverkorn van Rijsewijk; 18 січня 1935 — 9 лютого 2022), другий — з мистецтвознавицею Забіне Кюбахер (1958).

## Нагороди
1985 року отримав премію Салімбені за свою книгу «Архітектор Рафаель» (італ. Raffaello Architetto; 1984), написану у співавторстві зі Стефано Рей (італ. Stefano Ray) та Манфредо Тафурі.
1999 року отримав орден «За заслуги перед Італійською Республікою», «Великий офіцер» (італ. Grande Ufficiale).

## Вибрані праці
- Die Farnesina und Peruzzis architektonisches Frühwerk, De Gruyter, Berlin 1961.
- Der römische Palastbau der Hochrenaissance, Wasmuth, Tübingen 1973.
- Michelangelo und Tommaso dei Cavalieri, Castrum Peregrini Presse, Amsterdam 1979.
- Michelangelo Marmor und Geist: Das Grabmal Papst Julius’ II. und seine Statuen, Schnell + Steiner, Regensburg 2014.
- Schriftenreihe Christoph Luitpold Frommel auf ART-Dok

## Виноски
1. ↑  Bibliothèque nationale de France BNF: платформа відкритих даних — 2011.
2. 1 2  Identifiants et Référentiels — ABES, 2011.
3. ↑  http://www.accademiasanluca.eu/it/accademici/id/1065/
4. ↑  Prof. Dr. Christoph Frommel, Director Emeritus (англ.) . biblhertz.it.
5. ↑  Webseite Gerhard Frommel
6. ↑  Professor Christoph Frommel FBA (англ.) . thebritishacademy.ac.uk.
7. ↑  Frankfurter Allgemeine Zeitung, 24 грудня 2020, S. 15
8. ↑  Gazzetta Ufficiale. www.gazzettaufficiale.it. Процитовано 17 серпня 2022.
9. ↑  Grande Ufficiale Ordine al Merito della Repubblica Italiana (іт.) . Процитовано 17.08.2022.